# Кёйпер, Хенни
Хендрикус Андреас (Хенни) Кёйпер (нидерл. Hendrikus Andreas "Hennie" Kuiper; род. 3 февраля 1949, Динкелланд, Оверэйссел) — нидерландский профессиональный шоссейный велогонщик, выступавший в 1973—1988 годах. Олимпийский чемпион (1972), чемпион мира (1975), победитель четырёх из пяти «Монументов». Один из величайших нидерландских велогонщиков в истории.

## Карьера
Кёйпер начал карьеру в 1973 году в команде Ha-Ro, но уже в мае перешёл в Rokado. В 1975 году, выступая за Frisol-GBC, он стал чемпионом мира, опередив Эдди Меркса и Раймона Дитриха.
В 1977 и 1978 годах он выиграл этапы на Альп-д’Юэз на Тур де Франс, дважды заняв второе место в общем зачёте (1977, 1980), но ни разу не надел жёлтую майку. Во второй половине карьеры Кёйпер переключился на классические гонки, став единственным нидерландцем, победившим в четырёх из пяти «Монументов»:
- Милан — Сан-Ремо (1985)
- Тур Фландрии (1981)
- Париж — Рубе (1983)
- Джиро ди Ломбардия (1981)

После завершения карьеры в 1988 году Кёйпер работал спортивным директором в командах Team Telekom (1991—1996) и Motorola (1996).
Кёйпер известен фразой:
Велоспорт — это сначала опустошить тарелку соперника, прежде чем начать есть свою.
Хенни Кёйпер
Под этим он подразумевал тактику изматывания конкурентов перед решающей атакой.
Рекордсмен по числу финишей на «Монументах» — 58 из 66.
В 2017 году в Норд-Дёрнингене открыт Музей Хенни Кёйпера, где представлены его велосипеды, майки и награды.

## Достижения

### Шоссе
1972
 Олимпийские игры — групповая гонка
Милк Рейс
1975
- Чемпионат мира — групповая гонка
- Чемпионат Нидерландов — групповая гонка

1975
Тур Швейцарии
1981
Тур Фландрии
Джиро ди Ломбардия
1983
Париж — Рубе
1985
Милан — Сан-Ремо

### Велокросс
1975
- Чемпионат Нидерландов

## Статистика выступления наГранд-турах
| Гонка / Год     | 1973 | 1974 | 1975 | 1976 | 1977 | 1978 | 1979 | 1980 | 1981 | 1982 | 1983 | 1984 | 1985 | 1986 | 1987 | 1988 |
| --------------- | ---- | ---- | ---- | ---- | ---- | ---- | ---- | ---- | ---- | ---- | ---- | ---- | ---- | ---- | ---- | ---- |
| Джиро д'Италия  | 16   | DNF  | —    | —    | —    | —    | —    | —    | —    | —    | —    | —    | —    | 22   | 44   | —    |
| Тур де Франс    | —    | —    | 11   | DNF  | 2    | DNF  | 4    | 2    | 30   | 9    | DNF  | 56   | DNF  | —    | —    | 95   |
| Вуэльта Испании | —    | —    | 5    | 6    | —    | —    | —    | —    | —    | —    | 5    | —    | —    | —    | —    | —    |

## Рейтинги
| Год                      | 1975 | 1976 | 1977 | 1978 | 1979 | 1980 | 1981 | 1982 | 1983 | 1984 | 1985 | 1986 | 1987 |
| ------------------------ | ---- | ---- | ---- | ---- | ---- | ---- | ---- | ---- | ---- | ---- | ---- | ---- | ---- |
| Супер Престиж Перно      | 9-й  | 9-й  | -    | 6-й  | 10-й | 4-й  | 5-й  | -    | 10-й | -    | 10-й | -    | -    |
| Мировой рейтинг FICP/UCI |      |      |      |      |      |      |      |      |      | 11-й | 23-й | -    | 92-й |
|                          |      |      |      |      |      |      |      |      |      |      |      |      |      |
| Источник: UCI            |      |      |      |      |      |      |      |      |      |      |      |      |      |